# Martine Havet
Pour les articles homonymes, voir Havet.
Martine Havet, née Martine Marguerite Cornille Havet le 28 mai 1947 à Champlan (Seine-et-Oise) et morte le 13 janvier 2015 à Corbeil-Essonnes, est une actrice, chanteuse et animatrice à la télévision.
Elle a fait partie du groupe musical Profil, qui représenta la France au Concours Eurovision de la chanson à La Haye en 1980. Elle fit de nombreuses tournées avec le cirque Jean Nohain dans les années 1960.

## Biographie
Martine Havet est la fille de l'impresario Marcel Havet. Elle fait ses débuts en 1958 dans le rôle de Cosette dans Les Misérables de Jean-Paul Le Chanois. Après ça, elle apparaît dans La Jument verte de Claude Autant-Lara puis Le Chemin des écoliers de Michel Boisrond.
Elle a également enregistré, de la fin des années 1950 jusqu'à la fin des années 1960, une douzaine de Super 45 tours, son répertoire étant principalement destiné à la jeunesse, avant de revenir à la chanson en 1980 avec le groupe Profil.
Après quelques rôles au cinéma, elle devient animatrice de télévision aux côtés de Jean Nohain.
Elle meurt le 13 janvier 2015 d'une insuffisance rénale à Paris dans un hôpital à l'âge de 67 ans.

## Filmographie

### Cinéma
- 1958 : Les Misérables (1re époque) de Jean-Paul Le Chanois : Cosette enfant.
- 1958 : Le Joueur de Claude Autant-Lara : une jeune serveuse (non créditée).
- 1959 : Le Chemin des écoliers de Michel Boisrond : Pierrette Michaud, la petite fille.
- 1959 : La Jument verte de Claude Autant-Lara : Clotilde Haudoin, la fille cadette d'Honoré.
- 1961 : Vive Henri IV, vive l'amour de Claude Autant-Lara : le duc de Vendôme.

### Télévision
- 2013 : Un jour, un destin, André Bourvil, la rage de vaincre (numéro 2 de la saison 7) : elle-même, son témoignage sur Bourvil.